# Trybunał inkwizycji w Turynie
Trybunał inkwizycji w Turynie – sąd inkwizycyjny, mający swą siedzibę w Turynie, stolicy księstwa Sabaudii-Piemontu. Działał w latach 1483–1800 i był kierowany przez dominikanów. Od połowy XVI wieku należał do struktur inkwizycji rzymskiej.

## Historia
Diecezja turyńska już w XIV wieku była objęta działalnością inkwizycyjną na dużą skalę w związku z represjami wobec heretyckich waldensów, jednak sam Turyn stał się siedzibą trybunału inkwizycyjnego dopiero w roku 1483, gdy doszło do podziału wielkiego okręgu inkwizytorskiego obejmującego cały północny Piemont. Co więcej, jurysdykcja tego nowego trybunału początkowo objęła jedynie okolice samego Turynu, podczas gdy reszta diecezji pozostała tak jak dotychczas podzielona między trybunały w Asti (subdystrykt Chieri) i Savigliano (południowa część diecezji). Jednym z bardziej znaczących epizodów we wczesnej historii trybunału turyńskiego jest proces o czary w Carignano w 1493–1494, w wyniku którego cztery osoby zostały spalone na stosie.
Znaczenie inkwizycji turyńskiej wzrosło w okresie reformacji. Girolamo Rachia da Chieri, inkwizytor w latach 1519–1547, podjął polemikę z Marcinem Bucerem i zdołał przekonać księcia Sabaudii-Piemontu Karola III do wydania zakazu sprowadzania pism luterańskich do księcia. W latach 1536–1559 Piemont znalazł się pod okupacją Francuzów, którzy utworzyli w Turynie parlament jako najwyższą władzę sądowniczą, od 1539 także w sprawach o herezję. Inkwizytor Tommaso Giacomelli aktywnie współdziałał z parlamentem w represjonowaniu waldensów, kalwinistów, a także rzekomych czarownic, czego dowodzą zachowane w dużej mierze akta tej instytucji. Po odzyskaniu kontroli nad Piemontem (1559) książę Emanuel Filibert doszedł do porozumienia ze Stolicą Apostolską w sprawie kierowania i koordynowania działalności inkwizycyjnej w jego domenie. W 1560 w Turynie utworzono stałą nuncjaturę apostolską, która miała być ogniwem pośrednim między lokalnymi trybunałami a utworzoną w 1542 centralną Kongregacją Świętego Oficjum w Rzymie. Inkwizytorzy wszelkie działania mieli podejmować w porozumieniu z sabaudzkim rządem i nuncjuszem apostolskim.
Za pontyfikatu Piusa V (1566–1572) inkwizytor turyński uzyskał ostatecznie jurysdykcję nad całą archidiecezją turyńską, w tym w szczególności nad okręgiem Savigliano.
Pod koniec XVII wieku książę Sabaudii i Piemontu Wiktor Amadeusz II (panował 1675–1730) popadł w konflikt ze Stolicą Apostolską. W ramach tego konfliktu książę począwszy od roku 1698 zaczął wetować nominacje inkwizytorskie dokonywane przez Kongregację Świętego Oficjum dla trybunałów położonych w jego księstwie. W 1708 Giovanni Andrea Cauvino został mianowany nowym inkwizytorem Turynu przez Kongregację, jednak gdy przybył do Turynu, rząd sabaudzki nakazał mu opuszczenie kraju w ciągu 24 godzin. Wskutek polityki Wiktora Amadeusza II doszło do trwałych wakatów na stanowiskach inkwizytorskich większości piemonckich trybunałów. Ich działalnością kierowali odtąd wikariusze generalni, a nie pełnoprawni inkwizytorzy, co obniżyło ich rangę. W tej postaci kontynuowały one swoją działalność aż do czasów inwazji rewolucyjnej Francji na Włochy pod koniec XVIII wieku. 
Trybunał inkwizycyjny w Turynie został zniesiony po raz pierwszy 28 stycznia 1799 przez marionetkowy rząd tymczasowy, utworzony przez wojska francuskie po zajęciu Piemontu kilka tygodni wcześniej. Niedługo potem jednak, w maju 1799, Francuzi zostali wyparci przez Austriaków i Rosjan, którzy przywrócili władzę króla Karola Emanuela IV. 28 lipca 1799 rząd monarchiczny wydał dekret o przywróceniu inkwizycji. Restauracja monarchii trwała jednak krótko. Niespełna rok później Francuzi ponownie zajęli Piemont i utworzona przez nich Rada Piemontu (Consulta del Piemonte) dekretem z dnia 23 lipca 1800 roku definitywnie zlikwidowała miejscowe trybunały, w tym także trybunał turyński.

## Organizacja
Siedzibą trybunału był konwent S. Domenico w Turynie. Na czele trybunału stał inkwizytor (po roku 1708 wikariusz generalny), wywodzący się początkowo z prowincji zakonnej św. Piotra Męczennika (Lombardii Górnej), a od 1640 z prowincji Obojga Lombardii. Jego jurysdykcji podlegały archidiecezja turyńska, diecezja Fossano, okręg Sospello w diecezji Ventimiglia oraz opactwa terytorialne S. Benigno Canavese, Caramagna, Rivalta, S. Giusto di Susa i S. Michele della Chiusa. Inkwizytor miał jednego zastępcę (wikariusza) w głównej siedzibie trybunału, a nadto podlegało mu 31 wikariuszy rejonowych sprawujących nadzór nad następującymi okręgami:
- w diecezji turyńskiej (23 wikariaty):
  - Avigliana
  - Bra
  - Bricherasio
  - Barge
  - Chieri
  - Corniato
  - Ciriè
  - Druento
  - Demonte
  - Luserna San Giovanni
  - Moncalieri
  - Moretta
  - Polonghera
  - Piobesi Torinese
  - Poirino
  - Piossasco
  - Racconigi
  - Rivoli
  - Sommariva del Bosco
  - Savigliano
  - Villafranca Piemonte
  - Virle Piemonte
  - Vigone
- w diecezji Fossano (1 wikariat):
  - Fossano
- w diecezji Ventimiglia (1 wikariat):
  - Sospello
- w opactwie terytorialnym Caramagna Piemonte (1 wikariat):
  - Caramagna Piemonte
- w opactwie terytorialnym Rivalta (1 wikariat):
  - Rivalta di Torino
- w opactwie terytorialnym S. Benigno (1 wikariat):
  - San Benigno Canavese
- w opactwie terytorialnym S. Giusto di Susa (1 wikariat):
  - Susa
- w opactwie terytorialnym S. Michele della Chiusa (2 wikariaty):
  - Giaveno
  - Carignano

W wewnętrznej hierarchii dominikańskich trybunałów inkwizycyjnych trybunał turyński zaliczany był do najniższej, trzeciej klasy.

## Inkwizytorzy Turynu (1483–1800)
- Antonio Ghislandi da Torino OP (1483–1510)[11]
- Cornelio da Beinasca OP (1510–1519)[12]
- Girolamo Rachia da Chieri OP (1519–1547)[13]
- Tommaso Giacomelli OP (1547–1565)
- Dionigi Cislaghi OP (1565?–1587)
- Bartolomeo Rocca OP (1588–1605)
- Camillo Balliani da Milano OP (1606-1628)
- Girolamo Rebioli da Villafranca di Asti OP (1628–1640)
- Francesco Maria Bianchi OP (1640–1658)
- Giovanni Battista Alessandri da Saluzzo OP (1658–1659)
- Tommaso Camotti da Chieri OP (1659–1672)
- Michele Ludovico Tevenardi OP (1672–1688)[14]
- Clemente de Gubernatis da Nizza OP (1688–1708)
- Giovanni Andrea Cauvino da Nizza OP (1708), nie objął urzędu, zm. 1718
- Wakat (1708–1800):
  - Giovanni Alberto Alfieri da Magliano OP, wikariusz generalny (1708–1742)
  - Giovanni Domenico Allono OP, wikariusz generalny (1742–1762)
  - Giovanni Domenico Piselli OP, wikariusz generalny (1762–1776)
  - Vincenzo Maria Carras OP, wikariusz generalny (1777–1800)